# Ko Amar Hashem (chanson)
 Ko Amar Hashem (en hébreu, כֺּה אָמַר ה) est une chanson juive populaire tirée du verset de Jérémie 2:2. 

## Paroles enhébreu
כֺּה אָמַר ה,
זָכַרְתִּי לָךְ חֶסֶד נְעוּרַיִךְ
אַהֲבַת כְּלוּלֺתָיִךְ
לֶכְתֵּךְ אַחֲרַי בַּמִּדְבָּר בְּאֶרֶץ לֺא זְרוּעָה

## Translitérationde l'hébreu
Ko amar Hashem
zacharti lach chesed n'urayich
ahavat k'lulotayich
Lechetech acharai bamidbar, b'eretz lo z'ruah

## Traductionenfrançais
Ainsi parle l'Eternel
Je te garde le souvenir de l'affection de ta jeunesse
de ton amour au temps de tes fiançailles
quand tu me suivais dans le désert, dans une région inculte